# غالبشتادت (ألطاي كراي)
غالبشتادت (بالروسية: Гальбштадт) هي مدينة في مقاطعة ألطاي كراي في روسيا.